# 24h Le Mans 2019

Tor Circuit de la Sarthe

24h Le Mans 2019 – 87. edycja 24–godzinnego wyścigu rozegrana na torze Circuit de la Sarthe w dniach 15–16 czerwca 2019 roku. Wyścig został zorganizowany przez Automobile Club de l’Ouest i był ósmą a zarazem ostatnią rundą sezonu 2018/2019 serii FIA World Endurance Championship.

## Zmiany regulaminowe
Przed tą edycją dokonano dwóch zmian w zasadach neutralizacji. Pierwszą z nich było dodanie procedury Full Course Yellow, która polega na ograniczeniu prędkości wszystkich samochodów do 80 km/h. Druga zmiana dotyczyła samochodów w alei serwisowej podczas rozpoczynania neutralizacji z użyciem samochodów bezpieczeństwa. Kierowcy takich samochodów mogli opuścić aleję serwisową bez konieczności oczekiwania na drugi w kolejności samochód bezpieczeństwa.

## Harmonogram
| Dzień                | Godzina       | Sesja                         | Długość       |
| Dzień testowy        | Dzień testowy | Dzień testowy                 | Dzień testowy |
| -------------------- | ------------- | ----------------------------- | ------------- |
| Niedziela, 2 czerwca | 9:00          | Pierwsza sesja testowa        | 4 godziny     |
| Niedziela, 2 czerwca | 14:00         | Druga sesja testowa           | 4 godziny     |
| Weekend wyścigowy    |               |                               |               |
| Środa, 12 czerwca    | 16:00         | Sesja treningowa              | 4 godziny     |
| Środa, 12 czerwca    | 22:00         | Pierwsza sesja kwalifikacyjna | 2 godziny     |
| Czwartek, 13 czerwca | 19:00         | Druga sesja kwalifikacyjna    | 2 godziny     |
| Czwartek, 13 czerwca | 22:00         | Trzecia sesja kwalifikacyjna  | 2 godziny     |
| Sobota, 15 czerwca   | 9:00          | Rozgrzewka                    | 45 minut      |
| Sobota, 15 czerwca   | 15:00         | Wyścig                        | 24 godziny    |
| Źródła               |               |                               |               |

## Dzień testowy
| Klasa     | Zespół                    | Samochód                | Czas     | Okr. |
| --------- | ------------------------- | ----------------------- | -------- | ---- |
| LMP1      | #8 Toyota Gazoo Racing    | Toyota TS050 Hybrid     | 3:19,440 | 108  |
| LMP2      | #38 Jackie Chan DC Racing | Oreca 07                | 3:28,504 | 91   |
| LMGTE Pro | #63 Corvette Racing       | Chevrolet Corvette C7.R | 3:54,001 | 91   |
| LMGTE Am  | #62 WeatherTech Racing    | Ferrari F488 GTE        | 3:56,862 | 53   |

## Sesja treningowa
| Klasa     | Zespół                      | Samochód            | Czas     | Okr. |
| --------- | --------------------------- | ------------------- | -------- | ---- |
| LMP1      | #7 Toyota Gazoo Racing      | Toyota TS050 Hybrid | 3:18,091 | 48   |
| LMP2      | #48 IDEC Sport              | Oreca 07            | 3:28,363 | 28   |
| LMGTE Pro | #92 Porsche GT Team         | Porsche 911 RSR     | 3:52,149 | 20   |
| LMGTE Am  | #77 Dempsey - Proton Racing | Porsche 911 RSR     | 3:55,304 | 21   |

## Kwalifikacje
Pogrubienie oznacza najszybszy czas klasy w danej sesji. Szare tło oznacza najszybszy czas danego zespołu.
| Poz.   | Klasa     | Zespół                            | 1. Sesja | 2. Sesja | 3. Sesja | Poz. s. |
| ------ | --------- | --------------------------------- | -------- | -------- | -------- | ------- |
| 1      | LMP1      | #7 Toyota Gazoo Racing            | 3:17.161 | 3:15.497 | 3:20.494 | 1       |
| 2      | LMP1      | #8 Toyota Gazoo Racing            | 3:19.632 | 3:15.908 | 3:20.669 | 2       |
| 3      | LMP1      | #17 SMP Racing                    | 3:17.633 | 3:17.437 | 3:16.159 | 3       |
| 4      | LMP1      | #3 Rebellion Racing               | 3:19.603 | 3:18.884 | 3:16.404 | 4       |
| 5      | LMP1      | #11 SMP Racing                    | 3:20.934 | 3:16.953 | 3:16.665 | 5       |
| 6      | LMP1      | #1 Rebellion Racing               | –        | 3:17.313 | 3:16.810 | 6       |
| 7      | LMP1      | #10 DragonSpeed                   | 3:20.200 | 3:23.672 | 3:25.902 | 7       |
| 8      | LMP1      | #4 ByKolles Racing Team           | 3:25.246 | 3:23.726 | 3:23.109 | 8       |
| 9      | LMP2      | #28 TDS Racing                    | 3:28.840 | 3:27.096 | 3:25.345 | 9       |
| 10     | LMP2      | #31 DragonSpeed                   | 3:26.804 | 3:26.490 | 3:25.667 | 10      |
| 11     | LMP2      | #36 Signatech Alpine Matmut       | 3:26.935 | 3:28.471 | 3:25.874 | 11      |
| 12     | LMP2      | #48 IDEC Sport                    | 3:27.847 | 3:27.804 | 3:26.011 | 12      |
| 13     | LMP2      | #26 G-Drive Racing                | 3:29.107 | 3:28.713 | 3:26.257 | 13      |
| 14     | LMP2      | #22 United Autosports             | 3:27.338 | 3:27.356 | 3:26.543 | 14      |
| 15     | LMP2      | #38 Jackie Chan DC Racing         | 3:28.738 | 3:27.821 | 3:27.779 | 15      |
| 16     | LMP2      | #29 Racing Team Nederland         | 3:28.909 | 3:27.107 | 3:27.384 | 16      |
| 17     | LMP2      | #32 United Autosports             | 3:29.583 | 3:28.779 | 3:27.509 | 17      |
| 18     | LMP2      | #20 High Class Racing             | 3:32.945 | 3:29.633 | 3:27.610 | 18      |
| 19     | LMP2      | #23 Panis Barthez Competition     | 3:29.821 | 3:27.790 | 3:32.511 | 19      |
| 20     | LMP2      | #37 Jackie Chan DC Racing         | 3:29.498 | 3:28.569 | 3:28.049 | 20      |
| 21     | LMP2      | #30 Duqueine Engineering          | 3:28.653 | 3:30.353 | 3:28.195 | 21      |
| 22     | LMP2      | #39 Graff                         | 3:30.970 | 3:28.426 | –        | 22      |
| 23     | LMP2      | #25 Algarve Pro Racing            | 3:29.126 | 3:28.457 | 3:31.113 | 23      |
| 24     | LMP2      | #43 RLR M Sport/Tower Events      | 3:31.017 | 3:29.137 | 3:28.803 | 24      |
| 25     | LMP2      | #47 Cetilar Racing Villorba Corse | 3:29.748 | 3:28.942 | 3:29.556 | 25      |
| 26     | LMP2      | #34 Inter Europol Competition     | 3:30.744 | 3:30.823 | 3:31.491 | 26      |
| 27     | LMP2      | #49 ARC Bratislava                | 3:35.480 | 3:44.799 | 3:34.146 | 27      |
| 28     | LMP2      | #50 Larbre Compétition            | 3:38.663 | 3:36.144 | 3:34.913 | 28      |
| 29     | LMGTE Pro | #95 Aston Martin Racing           | 3:50.812 | 3:51.948 | 3:48.000 | 29      |
| 30     | LMGTE Pro | #67 Ford Chip Ganassi Racing UK   | 3:49.530 | 3:52.831 | 3:48.112 | 30      |
| 31     | LMGTE Pro | #63 Corvette Racing               | 3:52.109 | 3:49.424 | 3:48.830 | 31      |
| 32     | LMGTE Pro | #93 Porsche GT Team               | 3:49.558 | 3:50.171 | 3:48.907 | 32      |
| 33     | LMGTE Pro | #82 BMW Team MTEK                 | 3:53.498 | 3:51.818 | 3:49.108 | 33      |
| 34     | LMGTE Pro | #68 Ford Chip Ganassi Team USA    | 3:53.053 | 3:50.486 | 3:49.116 | 34      |
| 35     | LMGTE Pro | #92 Porsche GT Team               | 3:50.468 | 3:49.388 | 3:49.196 | 35      |
| 36     | LMGTE Pro | #71 AF Corse                      | 3:50.850 | 3:50.623 | 3:49.391 | 36      |
| 37     | LMGTE Pro | #66 Ford Chip Ganassi Team UK     | 3:53.793 | 3:51.601 | 3:49.511 | 37      |
| 38     | LMGTE Pro | #69 Ford Chip Ganassi Team USA    | 3:51.821 | 3:50.339 | 3:49.546 | 38      |
| 39     | LMGTE Pro | #64 Corvette Racing               | 3:52.490 | 3:51.011 | 3:49.573 | 39      |
| 40     | LMGTE Pro | #51 AF Corse                      | 3:52.128 | 3:51.019 | 3:49.655 | 40      |
| 41     | LMGTE Pro | #91 Porsche GT Team               | 3:50.099 | 3:49.921 | 3:51.039 | 41      |
| 42     | LMGTE Pro | #97 Aston Martin Racing           | 3:50.037 | 3:52.283 | 3:50.383 | 42      |
| 43     | LMGTE Pro | #94 Porsche GT Team               | 3:50.278 | 3:50.810 | 3:50.593 | 43      |
| 44     | LMGTE Pro | #81 BMW Team MTEK                 | 3:51,476 | 3:51.353 | –        | 44      |
| 45     | LMGTE Am  | #88 Dempsey - Proton Racing       | 3:52.454 | 3:54.107 | 3:51.439 | 45      |
| 46     | LMGTE Pro | #89 Risi Competizione             | 3:52.997 | 3:53.244 | 3:51.454 | 46      |
| 47     | LMGTE Am  | #77 Dempsey - Proton Racing       | 3:53.408 | 3:54.008 | 3:51.645 | 47      |
| 48     | LMGTE Am  | #86 Gulf Racing                   | 3:55.033 | 3:53.571 | 3:51.944 | 48      |
| 49     | LMGTE Am  | #84 JMW Motorsport                | 3:54.513 | 3:56.154 | 3:52.423 | 49      |
| 50     | LMGTE Am  | #78 Proton Competition            | 3:54.324 | 3:54.942 | 3:52.434 | 50      |
| 51     | LMGTE Am  | #56 Team Project 1                | 3:52.750 | 3:55.011 | 3:53.135 | 51      |
| 52     | LMGTE Am  | #54 Spirit of Race                | 3:53.793 | 3:52.826 | 3:52.879 | 52      |
| 53     | LMGTE Am  | #57 Car Guy Racing                | 3:56.034 | 3:53.474 | 3:54.928 | 53      |
| 54     | LMGTE Am  | #85 Keating Motorsports           | 3:56.579 | 3:53.492 | 3:54.815 | 54      |
| 55     | LMGTE Am  | #60 Kessel Racing                 | 3:56.147 | 3:53.990 | 3:53.528 | 55      |
| 56     | LMGTE Am  | #98 Aston Martin Racing           | 3:53.530 | 3:56.136 | 3:53.698 | 56      |
| 57     | LMGTE Am  | #90 TF Sport                      | 3:53.974 | 3:54.542 | 3:53.606 | 57      |
| 58     | LMGTE Am  | #62 WeatherTech Racing            | 3:55.544 | 3:54.350 | 3:53.630 | 58      |
| 59     | LMGTE Am  | #70 MR Racing                     | 3:54.737 | 3:55.906 | 3:54.051 | 59      |
| 60     | LMGTE Am  | #83 Kessel Racing                 | 3:56.333 | 3:54.363 | 3:54.083 | 60      |
| 61     | LMGTE Am  | #61 Clearwater Racing             | 3:56.072 | 3:56.120 | 3:54.240 | 61      |
| Źródła |           |                                   |          |          |          |         |

## Wyścig

### Wyniki
Minimum do bycia sklasyfikowanym (70 procent dystansu pokonanego przez zwycięzców wyścigu) wyniosło 269 okrążeń. Zwycięzcy klas są oznaczeni pogrubieniem. 
| Poz.                          | Klasa     | Zespół                            | Kierowcy                                                | Samochód                      | Opony | Okr. | Czas/Strata   |
| Poz.                          | Klasa     | Zespół                            | Kierowcy                                                | Silnik                        | Opony | Okr. | Czas/Strata   |
| ----------------------------- | --------- | --------------------------------- | ------------------------------------------------------- | ----------------------------- | ----- | ---- | ------------- |
| 1                             | LMP1      | #8 Toyota Gazoo Racing            | Sébastien Buemi Kazuki Nakajima Fernando Alonso         | Toyota TS050 Hybrid           | M     | 385  | 24:00:10.574  |
| 1                             | LMP1      | #8 Toyota Gazoo Racing            | Sébastien Buemi Kazuki Nakajima Fernando Alonso         | Toyota 2.4 L Turbo V6         | M     | 385  | 24:00:10.574  |
| 2                             | LMP1      | #7 Toyota Gazoo Racing            | Mike Conway Kamui Kobayashi José María López            | Toyota TS050 Hybrid           | M     | 385  | +16.972       |
| 2                             | LMP1      | #7 Toyota Gazoo Racing            | Mike Conway Kamui Kobayashi José María López            | Toyota 2.4 L Turbo V6         | M     | 385  | +16.972       |
| 3                             | LMP1      | #11 SMP Racing                    | Michaił Aloszyn Witalij Pietrow Stoffel Vandoorne       | BR Engineering BR1            | M     | 379  | +6 okrążeń    |
| 3                             | LMP1      | #11 SMP Racing                    | Michaił Aloszyn Witalij Pietrow Stoffel Vandoorne       | AER P60B 2.4 L Turbo V6       | M     | 379  | +6 okrążeń    |
| 4                             | LMP1      | #1 Rebellion Racing               | Bruno Senna André Lotterer Neel Jani                    | Rebellion R13                 | M     | 376  | +9 okrążeń    |
| 4                             | LMP1      | #1 Rebellion Racing               | Bruno Senna André Lotterer Neel Jani                    | Gibson GL458 4.5 L V8         | M     | 376  | +9 okrążeń    |
| 5                             | LMP1      | #3 Rebellion Racing               | Thomas Laurent Gustavo Menezes Nathanaël Berthon        | Rebellion R13                 | M     | 370  | +15 okrążeń   |
| 5                             | LMP1      | #3 Rebellion Racing               | Thomas Laurent Gustavo Menezes Nathanaël Berthon        | Gibson GL458 4.5 L V8         | M     | 370  | +15 okrążeń   |
| 6                             | LMP2      | #36 Signatech Alpine Matmut       | Nicolas Lapierre Pierre Thiriet André Negrão            | Alpine A470                   | M     | 368  | +17 okrążeń   |
| 6                             | LMP2      | #36 Signatech Alpine Matmut       | Nicolas Lapierre Pierre Thiriet André Negrão            | Gibson GK428 4.2 L V8         | M     | 368  | +17 okrążeń   |
| 7                             | LMP2      | #38 Jackie Chan DC Racing         | Ho-Pin Tung Gabriel Aubry Stéphane Richelmi             | Oreca 07                      | D     | 367  | +18 okrążeń   |
| 7                             | LMP2      | #38 Jackie Chan DC Racing         | Ho-Pin Tung Gabriel Aubry Stéphane Richelmi             | Gibson GK428 4.2 L V8         | D     | 367  | +18 okrążeń   |
| 8                             | LMP2      | #28 TDS Racing                    | François Perrodo Loïc Duval Matthieu Vaxivière          | Oreca 07                      | D     | 366  | +19 okrążeń   |
| 8                             | LMP2      | #28 TDS Racing                    | François Perrodo Loïc Duval Matthieu Vaxivière          | Gibson GK428 4.2 L V8         | D     | 366  | +19 okrążeń   |
| 9                             | LMP2      | #22 United Autosports             | Philip Hanson Paul di Resta Filipe Albuquerque          | Ligier JS P217                | M     | 365  | +20 okrążeń   |
| 9                             | LMP2      | #22 United Autosports             | Philip Hanson Paul di Resta Filipe Albuquerque          | Gibson GK428 4.2 L V8         | M     | 365  | +20 okrążeń   |
| 10                            | LMP2      | #48 IDEC Sport                    | Paul Lafargue Paul-Loup Chatin Memo Rojas               | Oreca 07                      | M     | 364  | +21 okrążeń   |
| 10                            | LMP2      | #48 IDEC Sport                    | Paul Lafargue Paul-Loup Chatin Memo Rojas               | Gibson GK428 4.2 L V8         | M     | 364  | +21 okrążeń   |
| 11                            | LMP2      | #26 G-Drive Racing                | Roman Rusinow Job van Uitert Jean-Éric Vergne           | Aurus 01                      | D     | 364  | +21 okrążeń   |
| 11                            | LMP2      | #26 G-Drive Racing                | Roman Rusinow Job van Uitert Jean-Éric Vergne           | Gibson GK428 4.2 L V8         | D     | 364  | +21 okrążeń   |
| 12                            | LMP2      | #30 Duqueine Engineering          | Romain Dumas Pierre Ragues Nico Jamin                   | Oreca 07                      | M     | 363  | +22 okrążenia |
| 12                            | LMP2      | #30 Duqueine Engineering          | Romain Dumas Pierre Ragues Nico Jamin                   | Gibson GK428 4.2 L V8         | M     | 363  | +22 okrążenia |
| 13                            | LMP2      | #23 Panis Barthez Competition     | René Binder Will Stevens Julien Canal                   | Ligier JS P217                | D     | 362  | +23 okrążenia |
| 13                            | LMP2      | #23 Panis Barthez Competition     | René Binder Will Stevens Julien Canal                   | Gibson GK428 4.2 L V8         | D     | 362  | +23 okrążenia |
| 14                            | LMP2      | #39 Graff                         | Tristan Gommendy Vincent Capillaire Jonathan Hirschi    | Oreca 07                      | M     | 362  | +23 okrążenia |
| 14                            | LMP2      | #39 Graff                         | Tristan Gommendy Vincent Capillaire Jonathan Hirschi    | Gibson GK428 4.2 L V8         | M     | 362  | +23 okrążenia |
| 15                            | LMP2      | #25 Algarve Pro Racing            | John Falb Andréa Pizzitola David Zollinger              | Oreca 07                      | D     | 357  | +28 okrążeń   |
| 15                            | LMP2      | #25 Algarve Pro Racing            | John Falb Andréa Pizzitola David Zollinger              | Gibson GK428 4.2 L V8         | D     | 357  | +28 okrążeń   |
| 16                            | LMP2      | #20 High Class Racing             | Dennis Andersen Anders Fjordbach Mathias Beche          | Oreca 07                      | D     | 356  | +29 okrążeń   |
| 16                            | LMP2      | #20 High Class Racing             | Dennis Andersen Anders Fjordbach Mathias Beche          | Gibson GK428 4.2 L V8         | D     | 356  | +29 okrążeń   |
| 17                            | LMP2      | #50 Larbre Compétition            | Erwin Creed Romano Ricci Nicholas Boulle                | Ligier JS P217                | M     | 355  | +30 okrążeń   |
| 17                            | LMP2      | #50 Larbre Compétition            | Erwin Creed Romano Ricci Nicholas Boulle                | Gibson GK428 4.2 L V8         | M     | 355  | +30 okrążeń   |
| 18                            | LMP2      | #47 Cetilar Racing Villorba Corse | Roberto Lacorte Andrea Belicchi Giorgio Sernagiotto     | Dallara P217                  | D     | 352  | +33 okrążenia |
| 18                            | LMP2      | #47 Cetilar Racing Villorba Corse | Roberto Lacorte Andrea Belicchi Giorgio Sernagiotto     | Gibson GK428 4.2 L V8         | D     | 352  | +33 okrążenia |
| 19                            | LMP2      | #32 United Autosports             | Ryan Cullen Alex Brundle Will Owen                      | Ligier JS P217                | M     | 348  | +37 okrążeń   |
| 19                            | LMP2      | #32 United Autosports             | Ryan Cullen Alex Brundle Will Owen                      | Gibson GK428 4.2 L V8         | M     | 348  | +37 okrążeń   |
| 20                            | LMGTE Pro | #51 AF Corse                      | James Calado Alessandro Pier Guidi Daniel Serra         | Ferrari 488 GTE Evo           | M     | 342  | +43 okrążenia |
| 20                            | LMGTE Pro | #51 AF Corse                      | James Calado Alessandro Pier Guidi Daniel Serra         | Ferrari F154CB 3.9 L Turbo V8 | M     | 342  | +43 okrążenia |
| 21                            | LMGTE Pro | #91 Porsche GT Team               | Richard Lietz Gianmaria Bruni Frédéric Makowiecki       | Porsche 911 RSR               | M     | 342  | +43 okrążenia |
| 21                            | LMGTE Pro | #91 Porsche GT Team               | Richard Lietz Gianmaria Bruni Frédéric Makowiecki       | Porsche 4.0 L Flat-6          | M     | 342  | +43 okrążenia |
| 22                            | LMGTE Pro | #93 Porsche GT Team               | Nick Tandy Earl Bamber Patrick Pilet                    | Porsche 911 RSR               | M     | 342  | +43 okrążenia |
| 22                            | LMGTE Pro | #93 Porsche GT Team               | Nick Tandy Earl Bamber Patrick Pilet                    | Porsche 4.0 L Flat-6          | M     | 342  | +43 okrążenia |
| 23                            | LMGTE Pro | #67 Ford Chip Ganassi Team UK     | Harry Tincknell Andy Priaulx Jonathan Bomarito          | Ford GT                       | M     | 342  | +43 okrążenia |
| 23                            | LMGTE Pro | #67 Ford Chip Ganassi Team UK     | Harry Tincknell Andy Priaulx Jonathan Bomarito          | Ford EcoBoost 3.5 L Turbo V6  | M     | 342  | +43 okrążenia |
| 24                            | LMGTE Pro | #69 Ford Chip Ganassi Team USA    | Ryan Briscoe Scott Dixon Richard Westbrook              | Ford GT                       | M     | 341  | +44 okrążenia |
| 24                            | LMGTE Pro | #69 Ford Chip Ganassi Team USA    | Ryan Briscoe Scott Dixon Richard Westbrook              | Ford EcoBoost 3.5 L Turbo V6  | M     | 341  | +44 okrążenia |
| 25                            | LMGTE Pro | #66 Ford Chip Ganassi Team UK     | Stefan Mücke Olivier Pla Billy Johnson                  | Ford GT                       | M     | 340  | +45 okrążeń   |
| 25                            | LMGTE Pro | #66 Ford Chip Ganassi Team UK     | Stefan Mücke Olivier Pla Billy Johnson                  | Ford EcoBoost 3.5 L Turbo V6  | M     | 340  | +45 okrążeń   |
| 26                            | LMP2      | #29 Racing Team Nederland         | Giedo van der Garde Nyck de Vries Frits van Eerd        | Dallara P217                  | M     | 340  | +45 okrążeń   |
| 26                            | LMP2      | #29 Racing Team Nederland         | Giedo van der Garde Nyck de Vries Frits van Eerd        | Gibson GK428 4.2 L V8         | M     | 340  | +45 okrążeń   |
| 27                            | LMGTE Pro | #94 Porsche GT Team               | Sven Müller Mathieu Jaminet Dennis Olsen                | Porsche 911 RSR               | M     | 339  | +46 okrążeń   |
| 27                            | LMGTE Pro | #94 Porsche GT Team               | Sven Müller Mathieu Jaminet Dennis Olsen                | Porsche 4.0 L Flat-6          | M     | 339  | +46 okrążeń   |
| 28                            | LMGTE Pro | #63 Corvette Racing               | Jan Magnussen Antonio García Mike Rockenfeller          | Chevrolet Corvette C7.R       | M     | 337  | +48 okrążeń   |
| 28                            | LMGTE Pro | #63 Corvette Racing               | Jan Magnussen Antonio García Mike Rockenfeller          | Chevrolet LT5.5 5.5 L V8      | M     | 337  | +48 okrążeń   |
| 29                            | LMGTE Pro | #92 Porsche GT Team               | Michael Christensen Kévin Estre Laurens Vanthoor        | Porsche 911 RSR               | M     | 337  | +48 okrążeń   |
| 29                            | LMGTE Pro | #92 Porsche GT Team               | Michael Christensen Kévin Estre Laurens Vanthoor        | Porsche 4.0 L Flat-6          | M     | 337  | +48 okrążeń   |
| 30                            | LMGTE Pro | #82 BMW Team MTEK                 | Augusto Farfus Jesse Krohn António Félix da Costa       | BMW M8 GTE                    | M     | 335  | +50 okrążeń   |
| 30                            | LMGTE Pro | #82 BMW Team MTEK                 | Augusto Farfus Jesse Krohn António Félix da Costa       | BMW P63 4.0 L Turbo V8        | M     | 335  | +50 okrążeń   |
| 31                            | LMGTE Am  | #56 Team Project 1                | Jörg Bergmeister Patrick Lindsey Egidio Perfetti        | Porsche 911 RSR               | M     | 334  | +51 okrążeń   |
| 31                            | LMGTE Am  | #56 Team Project 1                | Jörg Bergmeister Patrick Lindsey Egidio Perfetti        | Porsche 4.0 L Flat-6          | M     | 334  | +51 okrążeń   |
| 32                            | LMGTE Am  | #84 JMW Motorsport                | Jeff Segal Rodrigo Baptista Wei Lu                      | Ferrari 488 GTE               | M     | 334  | +51 okrążeń   |
| 32                            | LMGTE Am  | #84 JMW Motorsport                | Jeff Segal Rodrigo Baptista Wei Lu                      | Ferrari F154CB 3.9 L Turbo V8 | M     | 334  | +51 okrążeń   |
| 33                            | LMGTE Am  | #62 WeatherTech Racing            | Cooper MacNeil Robert Smith Toni Vilander               | Ferrari 488 GTE               | M     | 333  | +52 okrążenia |
| 33                            | LMGTE Am  | #62 WeatherTech Racing            | Cooper MacNeil Robert Smith Toni Vilander               | Ferrari F154CB 3.9 L Turbo V8 | M     | 333  | +52 okrążenia |
| 34                            | LMGTE Am  | #77 Dempsey - Proton Racing       | Matt Campbell Julien Andlauer Christian Ried            | Porsche 911 RSR               | M     | 332  | +53 okrążenia |
| 34                            | LMGTE Am  | #77 Dempsey - Proton Racing       | Matt Campbell Julien Andlauer Christian Ried            | Porsche 4.0 L Flat-6          | M     | 332  | +53 okrążenia |
| 35                            | LMGTE Am  | #57 Car Guy Racing                | Takeshi Kimura Kei Cozzolino Côme Ledogar               | Ferrari 488 GTE               | M     | 332  | +53 okrążenia |
| 35                            | LMGTE Am  | #57 Car Guy Racing                | Takeshi Kimura Kei Cozzolino Côme Ledogar               | Ferrari F154CB 3.9 L Turbo V8 | M     | 332  | +53 okrążenia |
| 36                            | LMGTE Am  | #78 Proton Competition            | Louis Prette Philippe Prette Vincent Abril              | Porsche 911 RSR               | M     | 332  | +53 okrążenia |
| 36                            | LMGTE Am  | #78 Proton Competition            | Louis Prette Philippe Prette Vincent Abril              | Porsche 4.0 L Flat-6          | M     | 332  | +53 okrążenia |
| 37                            | LMGTE Am  | #61 Clearwater Racing             | Matt Griffin Matteo Cressoni Luís Pérez Companc         | Ferrari 488 GTE               | M     | 331  | +54 okrążenia |
| 37                            | LMGTE Am  | #61 Clearwater Racing             | Matt Griffin Matteo Cressoni Luís Pérez Companc         | Ferrari F154CB 3.9 L Turbo V8 | M     | 331  | +54 okrążenia |
| 38                            | LMGTE Am  | #86 Gulf Racing                   | Michael Wainwright Benjamin Barker Thomas Preining      | Porsche 911 RSR               | M     | 331  | +54 okrążenia |
| 38                            | LMGTE Am  | #86 Gulf Racing                   | Michael Wainwright Benjamin Barker Thomas Preining      | Porsche 4.0 L Flat-6          | M     | 331  | +54 okrążenia |
| 39                            | LMGTE Am  | #83 Kessel Racing                 | Rahel Frey Michelle Gatting Manuela Gostner             | Ferrari 488 GTE               | M     | 330  | +55 okrążeń   |
| 39                            | LMGTE Am  | #83 Kessel Racing                 | Rahel Frey Michelle Gatting Manuela Gostner             | Ferrari F154CB 3.9 L Turbo V8 | M     | 330  | +55 okrążeń   |
| 40                            | LMGTE Pro | #89 Risi Competizione             | Oliver Jarvis Jules Gounon Pipo Derani                  | Ferrari 488 GTE Evo           | M     | 329  | +56 okrążeń   |
| 40                            | LMGTE Pro | #89 Risi Competizione             | Oliver Jarvis Jules Gounon Pipo Derani                  | Ferrari F154CB 3.9 L Turbo V8 | M     | 329  | +56 okrążeń   |
| 41                            | LMGTE Am  | #70 MR Racing                     | Olivier Beretta Eddie Cheever III Motoaki Ishikawa      | Ferrari 488 GTE               | M     | 328  | +57 okrążeń   |
| 41                            | LMGTE Am  | #70 MR Racing                     | Olivier Beretta Eddie Cheever III Motoaki Ishikawa      | Ferrari F154CB 3.9 L Turbo V8 | M     | 328  | +57 okrążeń   |
| 42                            | LMGTE Am  | #90 TF Sport                      | Charlie Eastwood Salih Yoluç Euan Hankey                | Aston Martin Vantage GTE      | M     | 327  | +58 okrążeń   |
| 42                            | LMGTE Am  | #90 TF Sport                      | Charlie Eastwood Salih Yoluç Euan Hankey                | Aston Martin 4.5 L V8         | M     | 327  | +58 okrążeń   |
| 43                            | LMGTE Am  | #54 Spirit of Race                | Thomas Flohr Francesco Castellacci Giancarlo Fisichella | Ferrari 488 GTE               | M     | 327  | +58 okrążeń   |
| 43                            | LMGTE Am  | #54 Spirit of Race                | Thomas Flohr Francesco Castellacci Giancarlo Fisichella | Ferrari F154CB 3.9 L Turbo V8 | M     | 327  | +58 okrążeń   |
| 44                            | LMGTE Pro | #97 Aston Martin Racing           | Alex Lynn Jonathan Adam Maxime Martin                   | Aston Martin Vantage GTE      | M     | 325  | +60 okrążeń   |
| 44                            | LMGTE Pro | #97 Aston Martin Racing           | Alex Lynn Jonathan Adam Maxime Martin                   | Aston Martin 4.0 L Turbo V8   | M     | 325  | +60 okrążeń   |
| 45                            | LMP2      | #34 Inter Europol Competition     | Jakub Śmiechowski James Winslow Nigel Moore             | Ligier JS P217                | M     | 325  | +60 okrążeń   |
| 45                            | LMP2      | #34 Inter Europol Competition     | Jakub Śmiechowski James Winslow Nigel Moore             | Gibson GK428 4.2 L V8         | M     | 325  | +60 okrążeń   |
| 46                            | LMGTE Am  | #60 Kessel Racing                 | Claudio Schiavoni Sergio Pianezzola Andrea Piccini      | Ferrari 488 GTE               | M     | 324  | +61 okrążeń   |
| 46                            | LMGTE Am  | #60 Kessel Racing                 | Claudio Schiavoni Sergio Pianezzola Andrea Piccini      | Ferrari F154CB 3.9 L Turbo V8 | M     | 324  | +61 okrążeń   |
| 47                            | LMGTE Pro | #81 BMW Team MTEK                 | Nick Catsburg Philipp Eng Martin Tomczyk                | BMW M8 GTE                    | M     | 309  | +76 okrążeń   |
| 47                            | LMGTE Pro | #81 BMW Team MTEK                 | Nick Catsburg Philipp Eng Martin Tomczyk                | BMW P63 4.0 L Turbo V8        | M     | 309  | +76 okrążeń   |
| Niesklasyfikowani             |           |                                   |                                                         |                               |       |      |               |
|                               | LMP2      | #43 RLR M Sport/Tower Events      | John Farano Arjun Maini Norman Nato                     | Oreca 07                      | D     | 295  |               |
| Gibson GK428 4.2 L V8         | LMP2      | #43 RLR M Sport/Tower Events      | John Farano Arjun Maini Norman Nato                     |                               | D     | 295  |               |
| Nie ukończyli                 |           |                                   |                                                         |                               |       |      |               |
|                               | LMP2      | #31 DragonSpeed                   | Roberto González Pastor Maldonado Anthony Davidson      | Oreca 07                      | M     | 245  |               |
| Gibson GK428 4.2 L V8         | LMP2      | #31 DragonSpeed                   | Roberto González Pastor Maldonado Anthony Davidson      |                               | M     | 245  |               |
|                               | LMP2      | #37 Jackie Chan DC Racing         | David Heinemeier Hansson Jordan King Ricky Taylor       | Oreca 07                      | D     | 199  |               |
| Gibson GK428 4.2 L V8         | LMP2      | #37 Jackie Chan DC Racing         | David Heinemeier Hansson Jordan King Ricky Taylor       |                               | D     | 199  |               |
|                               | LMP1      | #17 SMP Racing                    | Stéphane Sarrazin Jegor Orudżew Siergiej Sirotkin       | BR Engineering BR1            | M     | 163  |               |
| AER P60B 2.4 L Turbo V6       | LMP1      | #17 SMP Racing                    | Stéphane Sarrazin Jegor Orudżew Siergiej Sirotkin       |                               | M     | 163  |               |
|                               | LMP1      | #4 ByKolles Racing Team           | Tom Dillmann Oliver Webb Paolo Ruberti                  | ENSO CLM P1/01                | M     | 163  |               |
| Gibson GL458 4.5 L V8         | LMP1      | #4 ByKolles Racing Team           | Tom Dillmann Oliver Webb Paolo Ruberti                  |                               | M     | 163  |               |
|                               | LMP2      | #49 ARC Bratislava                | Miro Konôpka Konstantin Tierieszczenko Henning Enqvist  | Ligier JS P217                | D     | 160  |               |
| Gibson GK428 4.2 L V8         | LMP2      | #49 ARC Bratislava                | Miro Konôpka Konstantin Tierieszczenko Henning Enqvist  |                               | D     | 160  |               |
|                               | LMGTE Pro | #71 AF Corse                      | Davide Rigon Sam Bird Miguel Molina                     | Ferrari 488 GTE Evo           | M     | 140  |               |
| Ferrari F154CB 3.9 L Turbo V8 | LMGTE Pro | #71 AF Corse                      | Davide Rigon Sam Bird Miguel Molina                     |                               | M     | 140  |               |
|                               | LMGTE Pro | #95 Aston Martin Racing           | Nicki Thiim Marco Sørensen Darren Turner                | Aston Martin Vantage GTE      | M     | 132  |               |
| Aston Martin 4.0 L Turbo V8   | LMGTE Pro | #95 Aston Martin Racing           | Nicki Thiim Marco Sørensen Darren Turner                |                               | M     | 132  |               |
|                               | LMGTE Am  | #98 Aston Martin Racing           | Paul Dalla Lana Mathias Lauda Pedro Lamy                | Aston Martin Vantage GTE      | M     | 87   |               |
| Aston Martin 4.5 L V8         | LMGTE Am  | #98 Aston Martin Racing           | Paul Dalla Lana Mathias Lauda Pedro Lamy                |                               | M     | 87   |               |
|                               | LMGTE Pro | #64 Corvette Racing               | Oliver Gavin Tommy Milner Marcel Fässler                | Chevrolet Corvette C7.R       | M     | 82   |               |
| Chevrolet LT5.5 5.5 L V8      | LMGTE Pro | #64 Corvette Racing               | Oliver Gavin Tommy Milner Marcel Fässler                |                               | M     | 82   |               |
|                               | LMGTE Am  | #88 Dempsey - Proton Racing       | Matteo Cairoli Giorgio Roda Satoshi Hoshino             | Porsche 911 RSR               | M     | 79   |               |
| Porsche 4.0 L Flat-6          | LMGTE Am  | #88 Dempsey - Proton Racing       | Matteo Cairoli Giorgio Roda Satoshi Hoshino             |                               | M     | 79   |               |
|                               | LMP1      | #10 DragonSpeed                   | Ben Hanley Renger van der Zande Henrik Hedman           | BR Engineering BR1            | M     | 76   |               |
| Gibson GL458 4.5 L V8         | LMP1      | #10 DragonSpeed                   | Ben Hanley Renger van der Zande Henrik Hedman           |                               | M     | 76   |               |
| Zdyskwalifikowani             |           |                                   |                                                         |                               |       |      |               |
| [ c ]                         | LMGTE Pro | #68 Ford Chip Ganassi Team USA    | Sébastien Bourdais Joey Hand Dirk Müller                | Ford GT                       | M     | 342  |               |
| [ c ]                         | LMGTE Pro | #68 Ford Chip Ganassi Team USA    | Sébastien Bourdais Joey Hand Dirk Müller                | Ford EcoBoost 3.5 L Turbo V6  | M     | 342  |               |
| [ d ]                         | LMGTE Am  | #85 Keating Motorsports           | Ben Keating Jeroen Bleekemolen Felipe Fraga             | Ford GT                       | M     | 334  |               |
| [ d ]                         | LMGTE Am  | #85 Keating Motorsports           | Ben Keating Jeroen Bleekemolen Felipe Fraga             | Ford EcoBoost 3.5 L Turbo V6  | M     | 334  |               |
| Wycofani                      |           |                                   |                                                         |                               |       |      |               |
| [ e ]                         | LMGTE Am  | #99 Dempsey - Proton Racing       | Patrick Long Tracy Krohn Niclas Jönsson                 | Porsche 911 RSR               | M     | —    |               |
| [ e ]                         | LMGTE Am  | #99 Dempsey - Proton Racing       | Patrick Long Tracy Krohn Niclas Jönsson                 | Porsche 4.0 L Flat-6          | M     | —    |               |

### Statystyki

#### Najszybsze okrążenie
| Klasa     | Kierowca            | Zespół                      | Czas     | Okr. |
| --------- | ------------------- | --------------------------- | -------- | ---- |
| LMP1      | Mike Conway         | #7 Toyota Gazoo Racing      | 3:17,297 | 4    |
| LMP2      | Matthieu Vaxivière  | #28 TDS Racing              | 3:27,611 | 3    |
| LMGTE Pro | Frédéric Makowiecki | #91 Porsche GT Team         | 3:49,831 | 304  |
| LMGTE Am  | Matteo Cairoli      | #88 Dempsey - Proton Racing | 3:52,567 | 2    |
| Źródło    |                     |                             |          |      |